# گلندیل، شهرستان هامبولت، کالیفرنیا
گلندیل(به انگلیسی: Glendale) یک محدوده ثبت‌نشده در ایالات متحده آمریکا است که در شهرستان هومبولت، ایالت کالیفرنیا است و جمعیت آن در سرشماری سال ۲۰۱۰ میلادی، ۳۰۷ نفر بوده‌است.